# Aristolochia howii
Aristolochia howii Duch. – gatunek rośliny z rodziny kokornakowatych (Aristolochiaceae Juss.). Występuje endemicznie w południowych Chinach na wyspie Hajnan.

## Morfologia
PokrójKrzew o pnących, trwałych i owłosionych pędach.
LiścieMają podłużny, liniowy lub podłużnie lancetowaty kształt. Mają 7–20 cm długości oraz 1–10 cm szerokości. Są skórzaste. Z ostrym wierzchołkiem. Są owłosione od spodu. Ogonek liściowy jest lekko owłosiony i ma długość 1–2 cm.
KwiatyZygomorficzne, pojedyncze lub zebrane w parach. Mają ciemnoczerwoną lub brązową barwę. Dorastają do 20–30 mm długości i 3–4 mm średnicy. Mają kształt wygiętej tubki. są owłosione wewnątrz.
OwoceTorebki o cylindrycznym kształcie. Mają 4 cm długości i 2 cm szerokości. Pękają u podstawy.

## Biologia i ekologia
Rośnie w lasach mieszanych. Występuje na wysokości do 600 m n.p.m. Kwitnie od maja do września, natomiast owoce pojawiają się od października do grudnia.